# جودي آن ماسون
جودي آن ماسون (بالإنجليزية: Judi Ann Mason)‏ هي كاتبة مسرحية وكاتِبة وكاتبة سيناريو أمريكية، ولدت في 2 فبراير 1955 في بوسير سيتي في الولايات المتحدة، وتوفيت في 8 يوليو 2009 في لوس أنجلوس في الولايات المتحدة بسبب تسلخ الأبهر.

## وصلات خارجية
- جودي آن ماسون على موقع IMDb (الإنجليزية)
- جودي آن ماسون على موقع ألو سيني (الفرنسية)
- جودي آن ماسون على موقع أول موفي (الإنجليزية)
- جودي آن ماسون على موقع قاعدة بيانات الأفلام السويدية (السويدية)
- جودي آن ماسون على موقع قاعدة بيانات الفيلم (الإنجليزية)
- جودي آن ماسون على موقع كينوبويسك (الروسية)